# 499

## Esdeveniments
- Pèrsia: Cobades I recupera el tron amb l'ajuda dels huns heftalites. El seu germà Zamasp no presenta resistència.
- Índia: El matemàtic Aryabhata escriu la seva obra Aryabhatiya on proposa mètodes que es consideren precursors de temes tan importants com ara les arrels cúbiques, els infinitesimals o les equacions diferencials.